# 杰德·格雷夫
杰德·格雷夫（英語：Jed Graef，1942年5月1日—），美国男子游泳运动员，主攻仰泳。他曾代表美国参加1964年夏季奥林匹克运动会游泳比赛，获得男子200米仰泳金牌。